# Oespel
Oespel, Dortmund-Oespel (hist. Öspel) – dzielnica miasta Dortmund w Niemczech, w kraju związkowym Nadrenia Północna-Westfalia, w okręgu administracyjnym Lütgendortmund.